# 短促性爱
短促性爱，是性愛時間較短，以短时间内完成人类性行为的一个概述。
一般地，这种形式的性爱假定取消前戏并且性伴侶至少有一个人能够性高潮，一次短促性爱可能包括性交或者仅限于手淫或者口交。有观点认为，一对异性恋夫妇之间的短促性爱一般只是满足男方的欲望；也有观点声称，短促性爱（性交或者其他形式的女性阴部刺激）对女性而言也是引起性欲的主要方式，但是可能仍然不能给女性足够的时间去润滑，所以需要使用人工水基润滑剂  。有人认为短促性爱是性爱关系中对性欲相差比較大的解决方式，但是如果成为唯一的解决方式，那么性爱关系将会出现困难。

## 研究
日本一位提倡“緩慢性愛”的性治疗师表示，一般日本人性愛時長太短是個大問題。